# Batillaria multiformis
Batillaria multiformis is een slakkensoort uit de familie van de Batillariidae. De wetenschappelijke naam van de soort is voor het eerst geldig gepubliceerd in 1869 door Lischke.